# Sedum fui
Sedum fui là một loài thực vật có hoa trong họ Crassulaceae. Loài này được G.D. Rowley miêu tả khoa học đầu tiên năm 1973.